# Koalice PRO kraj
Koalice PRO kraj (zkratka Koalice PRO kraj) je české politické hnutí. Zaměřuje se zejména na komunální politiku. Hnutí vzniklo v roce 2002 v Ústí nad Labem pod názvem Unie prosperity zdraví a sportu (zkratka UPZS). Předsedkyní hnutí je od roku 2016 pedagožka Helena Kubcová.

## Historie

### Názvy a sídlo
Hnutí za dobu své existence vystřídalo řadu názvů:
- Unie prosperity zdraví a sportu (UPZS), 22. dubna 2002 – 6. srpna 2002
- Sdružení pro zdraví, sport a prosperitu (SZSP), 6. srpna 2002 – 8. července 2010
- Strana Zdraví Sportu Prosperity (SZSP), 8. července 2010 – 23. května 2016
- Strana Starostové za Ústecký kraj (Starostové za ÚK), 23. května 2016 – 18. května 2018
- Starostové pro kraj (Starostové), 18. května 2018 – 11. května 2022
- Praha bez chaosu (Praha bez chaosu), od 11. května 2022 – 28. prosince 2022
- Koalice PRO kraj (Koalice PRO kraj), od 28. prosince 2022[5]

Od založení do 10. května 2022 mělo hnutí sídlo na adrese Ústí nad Labem, Vaníčkova 835/9, od 11. května 2022 do 28. prosince 2022 v Praze na adrese Pacovská 2104/1, od 28. prosince 2022 hnutí opět sídlí v Ústí nad Labem, Vaníčkova 835/9.

### Statutární zástupci
Ve funkcích statutátních zástupců hnutí se vystřídali:
- Předseda:
  - Jiří Madar (2002–2006)
  - Pavel Dlouhý (2006–2010)
  - Zdeněk Kubec (2010–2014)
  - Miloslava Válková (2014)
  - Helena Kubcová (2016–dosud)

- 1. místopředseda:
  - Tomáš Jelínek (2010–2014)
  - David Cihlář (2014–2022)

- Místopředseda:
  - Jan Tvrdík (2002–2003)
  - Zdeněk Kubec (2003–2010)

## Účast ve volbách

### Volby do Poslanecké sněmovny Parlamentu České republiky 2021
Ve volbách do Poslanecké sněmovny v roce 2021 členové hnutí kandidovali na kandidátkách Aliance pro budoucnost. Společně obdrželi 11 531 hlasů (0,21 %) a nezískali tak žádný mandát..

### Volby do Zastupitelstva hlavního města Prahy 2022

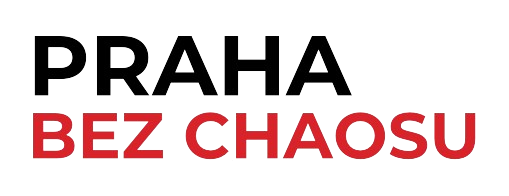
Logo hnutí Praha bez chaosu

Pro volby do zastupitelstev obcí v roce 2022 hnutí na podzim téhož roku prezentovalo svoji účast na kandidátních listinách:
- zastupitelstva hlavního města Prahy jako sdružení hnutí Praha bez chaosu a nezávislých kandidátů (jako nezávislí kandidáti bylo uvedeno 7 ze 64 kandidátů, mezi kandidáty nominovanými Prahou bez chaosu byli 2 členové Aliance pro budoucnost a 3 členové České strany sociálně demokratické, ostatní včetně lídra Jaroslava Ďuriše byli bezpartijní)
- zastupitelstva městské části Praha 5 jako sdružení hnutí Praha bez chaosu a nezávislých kandidátů (všech 35 kandidátů bylo bezpartijních a navržených hnutím Praha bez chaosu, lídrem byl Daniel Januj, předseda strany Směr Česká republika)
- zastupitelstva městské části Praha 10 pod názvem Praha bez chaosu, lídrem byl bývalý starosta Bohumil Zoufalík, člen hnutí Nezávislí pro Prahu 10 – Hnutí pro lepší desítku, zbylých 44 kandidátů bylo bezpartijních, všichni byli navrženi hnutím Praha bez chaosu.
- zastupitelstva městské části Praha 13 pod názvem „Praha 13 bez chaosu“ jako koalice stran a hnutí Praha bez chaosu, Zdraví Sport Prosperita, PŘÍSAHA – občanské sdružení Roberta Šlachty, Česká strana sociálně demokratická, SNK Evropští demokraté a Aliance pro budoucnost. Lídrem kandidátky byl Pavel Jaroš, člen České strany sociálně demokratické navržený ČSSD. Praha bez chaosu měla na kandidátce 5 z 35 kandidátů (prvního z nich na 5. místě kandidátky) a 3 z 10 náhradníků.
- zastupitelstva městské části Praha 6 pod názvem Patrioti pro Prahu 6 jako koalice Patrioti České republiky, Svobodní a Praha bez chaosu, lídrem kandidátky byl Jaroslav Ďuriš, navržený hnutím Praha bez chaosu, Praha bez chaosu navrhla pouze dva bezpartijní kandidáty, Svobodní 2 své členy a 2 bezpartijní kandidáty, Patrioti České republiky zbylých 39 kandidátů, z toho 1 člena Česká strana národně sociální a zbytek bezpartijní.
- zastupitelstva městské části Praha 8 pod názvem „Praha bez chaosu s krizovými manažery“ jako sdružení politického hnutí Zdraví Sport Prosperita a nezávislých kandidátů. Všech 45 kandidátů bylo bezpartijních a navržených hnutím Zdraví Sport Prosperita, lídrem byl bývalý starosta Prahy 8 Josef Nosek. Přestože nikdo z kandidátů nebyl navržen hnutím Praha bez chaosu, hnutí tuto kandidátku prezentovalo na svých webových stránkách a odkazoval k němu i název kandidátní listiny.
- zastupitelstva městské části Praha 18, lídrem kandidátky „Krásné Letňany“ byl předseda Aliance pro budoucnost Pavel Sehnal a tato kandidátní listina jako jediná nebyla na webu hnutí publikována.

## Volební výsledky

### Poslanecká sněmovna
| Volby | Hlasy  | Hlasy | Mandáty |
| Volby | Abs.   | %     | Abs.    |
| ----- | ------ | ----- | ------- |
| 2021  | za APB | 0,21  | 0/200   |

### Krajské volby
| Volby | Změna | Mandáty | Hejtmani |
| ----- | ----- | ------- | -------- |
| 2020  |       | 0       | 0        |

### Volby do zastupitelstev obcí
| Volby | Hlasy v % | Mandáty |
| ----- | --------- | ------- |
| 2018  | 0,02      | 3       |